# William Löbe
William Löbe (* 28. März 1815 in Treben; † 30. Januar 1891 in Leipzig) war ein deutscher Autor vorwiegend landwirtschaftlicher Schriften.

## Leben und Wirken
Löbe war hauptsächlich als Autor über Fragen der Landwirtschaft in Deutschland tätig. Daneben gab er u. a. die Illustrirte landwirthschaftliche Zeitung heraus.
Der Jurist Ernst Löbe war sein Sohn.

## Schriften (Auswahl)
- Fluch und Segen des Kleebaus. Anleitung zu einem vernunftgemäßen Betriebe desselben. Gebrüder Reichenbach, Leipzig 1841.
- (Hrsg.): Die Krankheiten der Kartoffeln ihre Kennzeichen und Ursachen, ihre Verhütung und Folgen.Gebrüder Reichenbach, Leipzig 1842.
- Die landwirthschaftlichen Lehranstalten Europas, ihre Geschichte, Organisation und Frequenz. Cotta, Stuttgart 1849.
- Der Futterbau auf Sandboden. Wigand, Leipzig 1861.
- Anleitung zum rationellen Anbau der Getreidearten als Körner- und Futterpflanzen. Gebr. Reichenbach, Leipzig 1865